# Neonerita yahuasae
Neonerita yahuasae är en fjärilsart som beskrevs av James John Joicey och Talbot 1916. Neonerita yahuasae ingår i släktet Neonerita och familjen björnspinnare. Inga underarter finns listade i Catalogue of Life.